# Алешкіно (Калінінградська область)
Алешкіно (рос. Алешкино) — селище Озерського міського округу, Калінінградської області Росії. Входить до складу Новостроєвського сільського поселення.
Населення —  7 осіб (2015 рік). 

## Населення
1. Н/Д[1]